# Leptoconops chinensis
Leptoconops chinensis är en tvåvingeart som beskrevs av Sun 1968. Leptoconops chinensis ingår i släktet Leptoconops och familjen svidknott. Inga underarter finns listade i Catalogue of Life.